# Proechimys oconnelli
Proechimys oconnelli là một loài động vật có vú trong họ Echimyidae, bộ Gặm nhấm. Loài này được J. A. Allen mô tả năm 1913.